# Elise Ringen
Elise Ringen (* 21. November 1989) ist eine ehemalige norwegische Biathletin. Die Biathletin Ada Ringen ist ihre Zwillingsschwester.

## Karriere
Elise Ringen trat ab 2007 bei internationalen Wettbewerben an. Ihre erste Großveranstaltung waren die Juniorenweltmeisterschaft des Jahres in Martell. Dort wurde sie Neunte im Einzel, Siebte im Sprint und verpasste als Vierte in der Verfolgung eine erste internationale Medaille nur knapp. Zur Saison 2007/08 debütierte die junge Norwegerin in Geilo im Junioren-Europacup und gewann mit einem Sprint sofort ihr erstes Rennen. Große Erfolge brachte die Junioren-Weltmeisterschaft 2008 in Ruhpolding mit sich. Ringen gewann hinter Maren Hammerschmidt Silber im Sprint und mit der Mannschaft sowie Bronze in der Verfolgung. Eine vierte Medaille verpasste sie als Vierte im Einzel nur knapp. Bei den Jugend-Europameisterschaften wenige Wochen später in Nové Město gewann sie das Einzel und startete in den verbleibenden Wettbewerben bei der gleichzeitig stattfindenden Senioren-EM an selber Stelle. Sie erreichte im Sprint den 20. Rang, von dem sie sich in der Verfolgung noch auf Platz 15 verbesserte. In der abschließende Staffel gewann sie mit Liv-Kjersti Eikeland, Kjersti Isaksen und Eline Fannemel hinter der Ukraine und Deutschland die Bronzemedaille.
In der Saison 11/12 durfte Ringen ihre erste durchgängige Saison im Weltcup bestreiten. Dort bestätigte sie ihren Einsatz durch einen 12. Platz in der Verfolgung von Östersund und einen zehnten Platz im Sprint von Hochfilzen, indem sie fehlerfrei blieb. Nach dem Jahreswechsel erreichte sie nur noch selten die Top 20, blieb jedoch weiterhin in den Punkten. Mit einer Trefferquote von 89 % im Liegendschießen ist sie eine sichere Schützin, der stehende Anschlag ist mit 62 % im Vergleich deutlich schwächer. Sie wurde regelmäßig in der norwegischen Staffel eingesetzt und erreichte mit dieser den ersten Platz in Hochfilzen, den zweiten Platz in Oberhof und verfehlte mit dem vierten Platz in Antholz nur knapp die Medaillenränge.
Ihre schlechte Quote im Stehendschießen machte sich bei den Biathlon-Weltmeisterschaften 2012 in Ruhpolding bemerkbar. Im Sprint verwehrten ihr zwei Fehler stehend ein besseres Ergebnis als Rang 14. Beim letzten Schießen traf sie im Einzel nur eine einzige Scheibe, sie beendete das Rennen abgeschlagen mit Platz 71. Auch beim Massenstart ließ sie 6 Scheiben stehen.  Zusammen mit Fanny Welle-Strand Horn, Synnøve Solemdal und Tora Berger erreichte sie jedoch den dritten Platz im Staffelwettkampf.
Nach einem 32. Platz im Sprint und einem 44. Platz in der anschließenden Verfolgung in den ersten Rennen der Saison 2012/2013 im schwedischen Östersund startete sie seit Anfang 2013 wieder im IBU-Cup, wo ihr weiterhin gute Platzierungen vor allem wegen ihrer schlechten Quote im Stehendschießen verwehrt blieben. Zur Saison 2014/15 wurde sie in die Elitemannschaft der norwegischen Frauen berufen. Ihr letztes Rennen im Weltcup bestritt sie in der Saison 2014/15 im russischen Chanty-Mansijsk. Nach den IBU-Cups in Nové Město na Moravě und am Arber im Winter 2015/16 beendete Elise Ringen ihre Karriere.

## Statistiken

### Weltcupsiege
| Nr. | Datum         | Ort        | Disziplin |
| --- | ------------- | ---------- | --------- |
| 1.  | 11. Dez. 2011 | Hochfilzen | Staffel 1 |

### Platzierungen im Biathlon-Weltcup

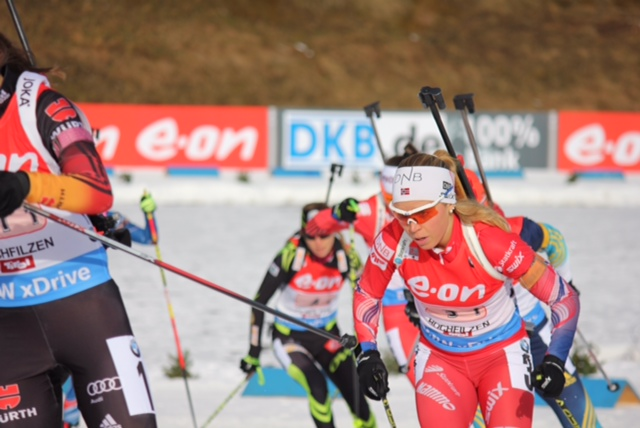
Elise Ringen in Hochfilzen im Dezember 2014

Die Tabelle zeigt alle Platzierungen (je nach Austragungsjahr einschließlich Olympische Spiele und Weltmeisterschaften).
- 1.–3. Platz: Anzahl der Podiumsplatzierungen
- Top 10: Anzahl der Platzierungen unter den ersten zehn (einschließlich Podium)
- Punkteränge: Anzahl der Platzierungen innerhalb der Punkteränge (einschließlich Podium und Top 10)
- Starts: Anzahl gelaufener Rennen in der jeweiligen Disziplin

| Platzierung         | Einzel | Sprint | Verfolgung | Massenstart | Staffel | Gesamt |
| ------------------- | ------ | ------ | ---------- | ----------- | ------- | ------ |
| 1. Platz            |        |        |            |             | 1       | 1      |
| 2. Platz            |        |        |            |             | 1       | 1      |
| 3. Platz            |        |        |            |             | 1       | 1      |
| Top 10              |        | 1      |            |             | 9       | 10     |
| Punkteränge         | 5      | 16     | 12         | 8           | 10      | 51     |
| Starts              | 10     | 27     | 17         | 8           | 10      | 72     |
| Stand: Karriereende |        |        |            |             |         |        |

### Weltcupwertungen
Ergebnisse bei Biathlon-Weltcups (Disziplinen- und Gesamtweltcup) gemäß Punktesystem
| Saison  | Einzel | Einzel | Sprint | Sprint | Verfolgung | Verfolgung | Massenstart | Massenstart | Gesamt | Gesamt |
| Saison  | Platz  | Punkte | Platz  | Punkte | Platz      | Punkte     | Platz       | Punkte      | Platz  | Punkte |
| ------- | ------ | ------ | ------ | ------ | ---------- | ---------- | ----------- | ----------- | ------ | ------ |
| 2011/12 | 42.    | 22     | 31.    | 118    | 25.        | 98         | 19.         | 89          | 26.    | 327    |
| 2012/13 | –      | –      | 77.    | 9      | –          | –          | –           | –           | 88.    | 9      |
| 2013/14 | 43.    | 13     | 40.    | 82     | 40.        | 68         | 32.         | 25          | 39.    | 188    |
| 2014/15 | 37.    | 28     | 46.    | 70     | 48.        | 33         | 32.         | 35          | 42.    | 166    |

### Weltmeisterschaften
Ergebnisse bei Biathlon-Weltmeisterschaften
| Weltmeisterschaft | Weltmeisterschaft | Einzel | Sprint | Verfolgung | Massenstart | Staffel | Mixedstaffel |
| Jahr              | Ort               | Einzel | Sprint | Verfolgung | Massenstart | Staffel | Mixedstaffel |
| ----------------- | ----------------- | ------ | ------ | ---------- | ----------- | ------- | ------------ |
| 2012              | Ruhpolding        | 71.    | 14.    | 21.        | 22.         | 3.      | -            |
| 2015              | Kontiolahti       | 32.    | 54.    | 38.        | –           | –       | -            |

### Olympische Winterspiele
Ergebnisse bei Olympischen Winterspielen:
| Olympische Winterspiele | Olympische Winterspiele | Einzel | Sprint | Verfolgung | Massenstart | Staffel | Mixedstaffel |
| Jahr                    | Ort                     | Einzel | Sprint | Verfolgung | Massenstart | Staffel | Mixedstaffel |
| ----------------------- | ----------------------- | ------ | ------ | ---------- | ----------- | ------- | ------------ |
| 2014                    | Sotschi                 | 24.    | –      | –          | –           | –       | –            |